# Pacifico (cantante)
Pacifico, pseudonimo di Luigi De Crescenzo (Milano, 5 marzo 1964), è un cantautore e musicista italiano.

## Biografia
Dopo il diploma di ragioneria, si laurea in scienze politiche.
Musicista autodidatta, suona la chitarra e usa il pianoforte per comporre. Alle superiori suona nel gruppo La Goccia. In seguito esplora diversi stili musicali unendosi a formazioni fusion, jazz e rock. Nel 1989 fonda i Rossomaltese, coi quali pubblica due album, Santantonio e Mosche libere.
Nel 1999 collabora con la regista Roberta Torre alla composizione della colonna sonora del musical cinematografico Sud Side Stori e dello spettacolo teatrale Invece che all'una alle due, che riscuote un notevole successo al Teatro Stabile di Catania.
Successivamente incide un demo, grazie al quale il produttore artistico Paolo Iafelice (già collaboratore di Fabrizio De André e Vinicio Capossela) lo convince a cantare i brani in prima persona. Adotta quindi il nome d'arte "Pacifico" e nel 2001 pubblica l'omonimo album d'esordio Pacifico, che gli varrà la targa Tenco come "Migliore opera prima", il Premio Grinzane Cavour per il testo del brano Le mie parole, il Premio del critico al P.I.M. (Premio Italiano della Musica) nel 2002 organizzato dal settimanale Musica di La Repubblica e da Radio Deejay. Intraprende quindi un tour estivo nel quale si esibisce anche come supporto ad artisti italiani e internazionali, come Daniele Silvestri, Luca Carboni e Cousteau.
Lo stesso anno, Adriano Celentano gli affida il testo del brano I passi che facciamo, dall'album Per sempre.
Nel 2003 è presente nella colonna sonora del film Ricordati di me di Gabriele Muccino con le canzoni Il faraone e Ricordati di me, con la quale si aggiudica una nomination ai Nastri d'argento nella categoria "Miglior canzone". Il singolo Ricordati di me supera le diecimila copie vendute. Lo stesso anno partecipa al tour di Samuele Bersani come ospite speciale.
Nell'estate dello stesso anno, il video del suo brano Gli occhi al cielo, per la regia di Frankie hi-nrg mc e Laura Chiossone, si aggiudica il Premio videoclip italiano 2003 come "Migliore realizzazione indipendente ad alto budget". Il sodalizio fra i due artisti prosegue nell'album Ero un autarchico di Frankie HI-NRG MC, che duetta con Pacifico nel brano Anima nera.
Nel 2004 partecipa per la prima volta al Festival di Sanremo con il brano Solo un sogno, a cui segue la pubblicazione dell'album Musica leggera, che gli vale una menzione speciale al Premio Lunezia 2005, e che vede, tra gli ospiti, Ivano Fossati nel brano A poche ore.
Il 27 gennaio 2006 esce il terzo album, Dolci frutti tropicali, lanciato dal singolo Dal giardino tropicale. All'album collaborano diversi artisti, tra cui Samuele Bersani nel brano Da qui, Petra Magoni nel brano Caffè e il trombettista Roy Paci nel brano L'altalena. La copertina dell'album si avvale del contributo del fumettista Tanino Liberatore, uno dei fondatori della rivista Frigidaire.
Dal 2006 collabora con Gianna Nannini in veste di autore di diversi brani, tra cui Sei nell'anima.
Nel 2007 partecipa alla trasmissione di Fabio Volo, Italo-Francese in onda su MTV da Montmartre, eseguendo l'accompagnamento musicale live nel corso di tutte le puntate.
Il 16 gennaio 2009 esce il quarto album, Dentro ogni casa, anticipato dal singolo Tu che sei parte di me uscito il 28 novembre 2008. L'album vede la partecipazione di Gianna Nannini nel brano Tu che sei parte di me, di Malika Ayane nel brano Verrà l'estate, di Amedeo Pace dei Blonde Redhead alla chitarra nel brano Spiccioli dell'attore Fabrizio Gifuni in Dentro ogni casa.
L'11 settembre 2009 esce su iTunes il singolo Boxe a Milano, dedicato al mondo del pugilato degli anni cinquanta nel quale è possibile udire in sottofondo la voce narrante di Ottavio Tazzi. Il video, diretto da Andrea Rocchi, è diventato un piccolo cult. Partecipa come ospite al varietà di Rai 1 Grazie a tutti dove duetta con Morandi sulle note di Stringimi le mani.
Nel 2010 firma due brani per l'album Proxima di Anna Oxa.
Nello stesso anno figura tra gli autori del testo del brano Oltre le rive contenuto nell'album di Zucchero Fornaciari Chocabeck.
Nel 2011 è coautore del testo del brano Le luci dell'alba contenuto nell'album RossoNoemi di Noemi, mentre proseguono le collaborazioni sia con Antonello Venditti (Ti ricordi il cielo dell'album Unica) che con Adriano Celentano Ti penso e cambia il mondo (per l'album Facciamo finta che sia vero).
Il 27 marzo 2012 esce il quinto album in studio, Una voce non basta, anticipato in radio dal singolo L'unica cosa che resta, scritto ed interpretato dal cantautore in duetto con Malika Ayane.
Il cd comprende 14 duetti con: N.A.N.O, Cristina Marocco, Musica Nuda, Francesco Bianconi, Dakota days, Raiz, Manupuma, Ana Moura,
Samuele Bersani, Bud Spencer Bluex Explosion/Frankie Hi NRG, Cristina Donà e Manuel Agnelli con cui interpreta In cosa credi.
Il 24 settembre 2013 pubblica un EP dal titolo In cosa credi, composto da otto brani, sette dei quali sono inediti scartati dai precedenti album. L'ottavo brano è una rivisitazione della title track.
Nel 2016 scrive per Giorgia il brano Sempre si cambia contenuto nell'album di successo Oronero della cantante.
Nel 2018 torna per la seconda volta al Festival di Sanremo, accompagnando Ornella Vanoni e Bungaro, con il brano Imparare ad amarsi, classificandosi al quinto posto finale.
Nel 2021 è nuovamente al Festival di Sanremo, con il brano fuori concorso interpretato da Ornella Vanoni Un sorriso dentro al pianto, composto in collaborazione con Francesco Gabbani e la stessa Vanoni. Nello stesso anno, torna a collaborare con Francesco Gabbani nella composizione del singolo Spazio tempo, sigla della serie televisiva Un professore in onda su Rai 1. Sue sono le musiche di Zamora, film del 2023 di Neri Marcorè.

## Vita privata
È legato sentimentalmente all'attrice e cantante Cristina Marocco, da cui ha avuto un figlio.

## Discografia

### Album in studio
- 2001 - Pacifico
- 2004 - Musica leggera
- 2006 - Dolci frutti tropicali
- 2009 - Dentro ogni casa
- 2012 - Una voce non basta
- 2019 - Bastasse il cielo

### EP
- 2013 - In cosa credi
- 2018 - ElectroPo

### Colonne sonore
- 2013 - Genitori vs Influencer (Colonna Sonora Originale)

### Autore
- Adriano Celentano – I passi che facciamo, Ti penso e cambia il mondo
- Andrea Bocelli – Bellissime stelle
- Anna Oxa – Apri gli occhi, Dopo la neve
- Antonello Venditti – Ti ricordi il cielo
- Chiara  – Siamo adesso, I giorni più belli
- Chiara Canzian – Aspetto gli occhi
- Emanuele Lapiana (N.A.N.O.) – Y
- Enzo Avitabile e Peppe Servillo – Il coraggio di ogni giorno (coautore)
- Eros Ramazzotti – Tra vent'anni
- Extraliscio – Ninna nonna nanna (coautore) e Bianca luce nera (coautore)
- Fiorella Mannoia – Apri la bocca
- Francesco Gabbani – Spazio tempo, Viceversa, Puntino intergalattico, Il sudore ci appiccica, Bomba pacifista, Frutta malinconia, Viva la vita
- Frankie hi-nrg mc – Anima nera
- Gianna Nannini – Dimentica, I Wanna Die 4 U, Io e te, Le carezze, Mosca cieca, Ogni tanto, Pazienza, Indimenticabile, Rock, Salvami, Inno, Sei nell'anima, Lasciami stare, Suicidio d'amore, Sei nel l'anima (album, coautore)
- Gianni Morandi – Stringimi le mani
- Giorgia – Sempre si cambia
- La Rappresentante di Lista – Religiosamente (coautore)
- Malika Ayane – Contro vento, Il giorno in più, Ricomincio da qui, Sospesa, Il tempo non inganna (coautore) , Neve casomai (un amore straordinario) (coautore), Naïf (album, coautore)
- Marco Mengoni – Bellissimo
- Matteo Branciamore – Cosa cambia oramai
- Matteo Macchioni – Trasparente (alzarsi in volo)
- Musica Nuda – Io sono metà, Pazzo il mondo?!, Una notte disperata
- Nina Zilli – Per le strade
- Noemi – Le luci dell'alba
- Ornella Vanoni – E nel mio cuore, Qualcosa di te, Imparare ad amarsi, Inizio
- Piccola Orchestra Avion Travel – Alfabeto, Dolce e amaro
- Raf – Il nodo
- Roby Facchinetti e Riccardo Fogli – Il segreto del tempo (coautore)
- Samuele Bersani – Maciste, Le mie parole
- Simona Bencini – Questa voce
- Zucchero Fornaciari – Oltre le rive